# مایکل کاستالدو
مایکل کاستالدو (به انگلیسی: Michéal Castaldo)(متولد ۲۵ سپتامبر ۱۹۶۲) خواننده، ترانه‌نویس و تهیه کنندهٔ موسیقی ایتالیایی-کانادایی است.

## زندگی اولیه و فعالیت خوانندگی
کاستالدو آموزش‌های صدایش را تحت نظر استاد پیساپیا، که خود دانش آموز تنور بزرگ ایتالیایی انریکو کاروسو بود طی کرد. کاستالدو تحصیلات دانشگاهی اش را در کالج موسیقی برکلی در بوستون گذراند.
سومین آلبوم کاستالدو، «آستو»، در جون ۲۰۱۰ منتشر شد و حاوی ۱۴ ترانهٔ کاور و ۲ ترانهٔ جدید است. وی اولین ورژن ایتالیایی ترانهٔ هللویا (اثر لئونارد کوهن) را در این آلبوم قرار داد. موزیک ویدئوی این ترانه درباب حمایت از جنبش آغوش مجانی می‌باشد که توسط گرگ ریکو کارگردانی شده‌است.
تک آهنگ PRAYR وی که در ۲۰۱۱ منتشر شد، در لیست تک‌آهنگ ی پرفروش سایت آمازون در ردهٔ موسیقی کلاسیک در رتبهٔ اول قرار دارد. ترانه Goin Krazy که وی برای خوزه فلیچیانو نوشت، برندهٔ یک چارت در بیلبورد سبک دنس در ۱۹۹۴ شد. وی همچنین یکی از برندگان مؤسسه آبه المان در ۱۹۸۸ می‌باشد.

## سایر فعالیتها
علاوه بر ترانه‌نویسی و خوانندگی، کاستالدو فعالیت‌های دیگری از جمله تولید اولین خط روغن زیتون فناوری شدهٔ نیویورک را برعهده دارد. وی صاحب مؤسسهٔ La Dolce Vita نیز هست. در سال ۲۰۰۰ وی خانه دوران کودکی اش را به کلی بازسازی کرد و آن را تبدیل به یک ویلای اجاره ای کرد.

## آلبوم‌ها
- Villa
- La Dolce Vita 'NAmerica
- Aceto
- Extravergine
- Olive You
- Bergamot
- Aceto (Remastered)